# 26457 Naomishah
26457 Naomishah è un asteroide della fascia principale. Scoperto nel 2000, presenta un'orbita caratterizzata da un semiasse maggiore pari a 2,2346169 UA e da un'eccentricità di 0,1579676, inclinata di 5,99984° rispetto all'eclittica.